# Teri Kang
Le Teri Kang est un sommet culminant à 7 125 mètres d'altitude en marge de la région frontalière disputée entre le Bhoutan et la Chine. C'est l'un des plus hauts sommets vierges. Il se trouve à 12 km à l'ouest du Tongshanjiabu et a une hauteur de culminance de 454 m.